# Флаг Островов Питкэрн
Государственный флаг Пи́ткэрна был принят 2 апреля 1984 года. Представляет собой Blue Ensign с гербом Питкэрна. Дизайн был предложен Советом острова в декабре 1980 года и в апреле 1984 года одобрен королевой Елизаветой II в апреле 1984 года. В мае 1984 года флаг впервые был поднят на Питкэрне, когда остров посетил губернатор Питкэрна Ричард Страттон.

## Описание
Флаг Островов Питкэрн представляет собой синий фон флаг с флагом Великобритании вверху слева и гербом жителей Питкэрна в центре внешней половины флага.
Зелёный, жёлтый и синий щит герба представляют остров, поднимающийся из океана. На зелёном поле изображён жёлтый якорь, увенчанный Библией (и якорь, и Библия были предметами, найденными на HMS Bounty); в нашлемник воткнута тачка с острова Питкэрн, из которой растёт цветущая ветка миро (местное растение).
У губернатора Питкэрна есть свой отдельный Юнион Джек, на котором изображён герб.

## Галерея

Герб Островов Питкэрн
Флаг губернатора Питкэрна
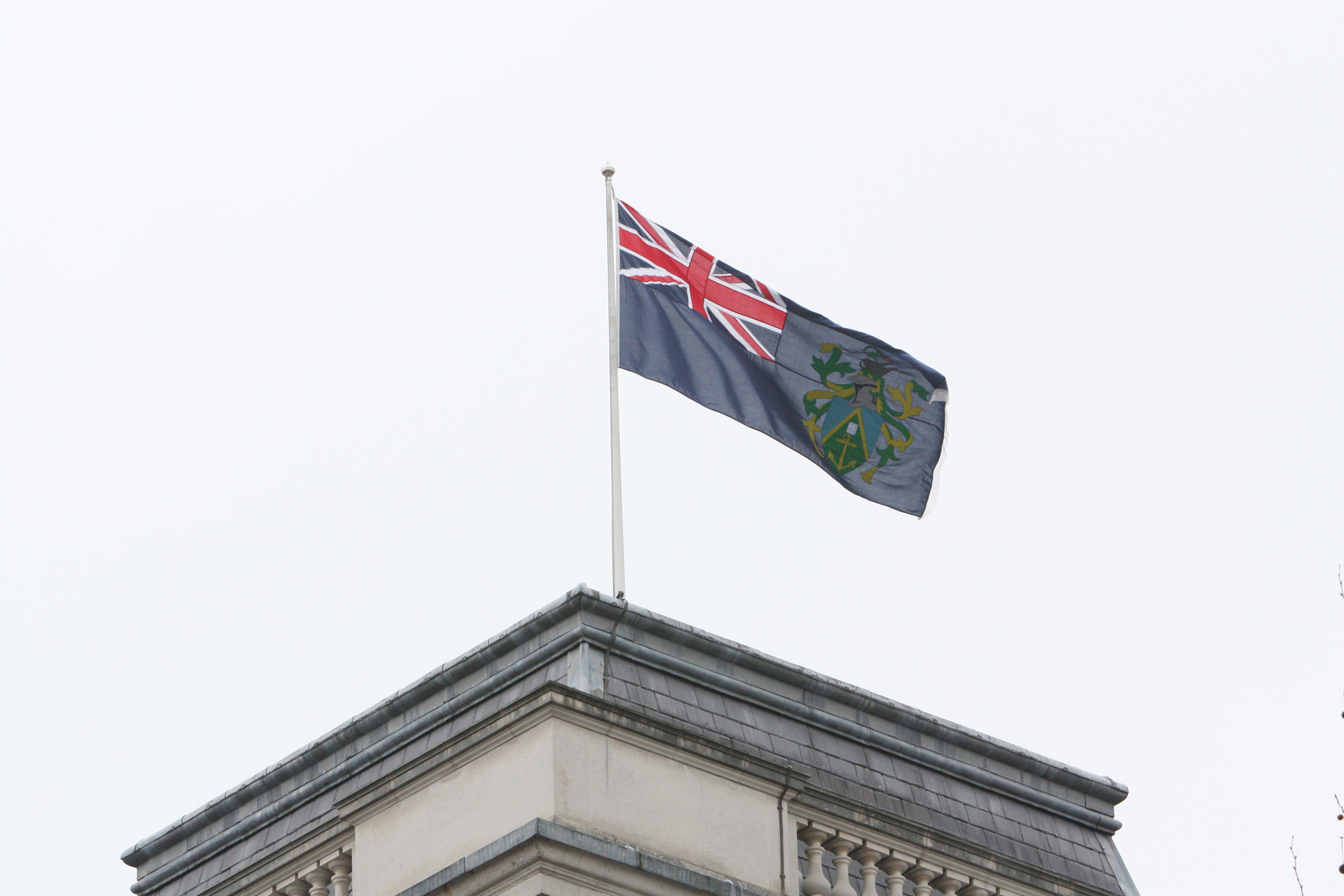
Флаг Питкэрна развевается на здании Форин-офиса в Лондоне